# Fritz Kreisler

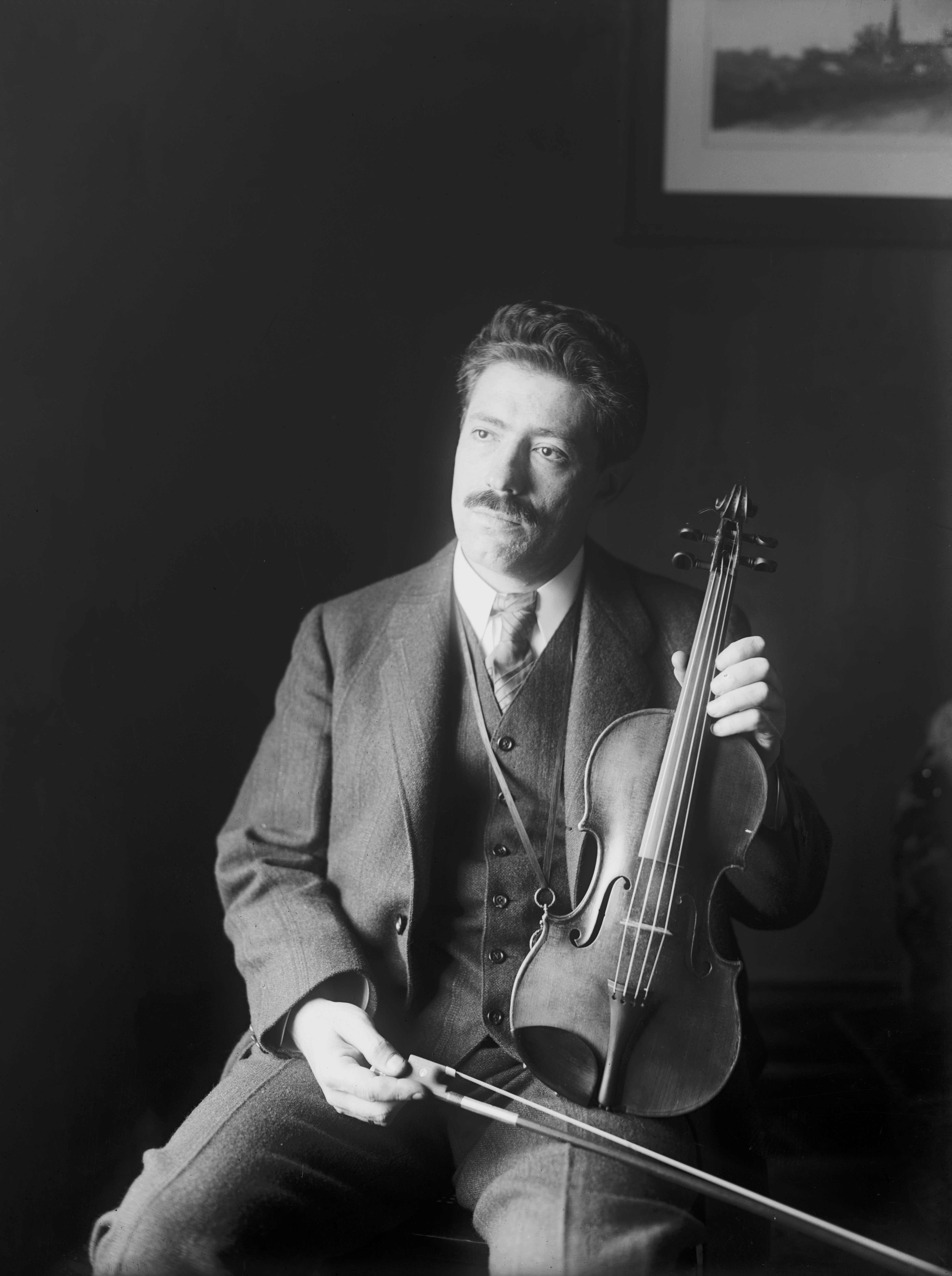
Fritz Kreisler.

Fritz Kreisler, född 2 februari 1875 i Wien, död 29 januari 1962 i New York, var en österrikisk-amerikansk violinist och tillika kompositör.

## Biografi
Redan vid fyra års ålder påbörjade fadern hans utbildning till violinist och tre år senare antogs han som elev vid Wiens Musikkonservatorium, där han undervisades av Josef Hellmesberger junior (violin) och Anton Bruckner (musikteori). Från 1885 till 1887 studerade han vid Paris Konservatorium för bland andra Léo Delibes (komposition) och Jules Massenet. Endast tolv år gammal vann han där den högsta utmärkelsen Premier Prix och året därpå gjorde han en första, årslång turné i USA, ackompanjerad av pianisten Moriz Rosenthal.
Varm ton och uttrycksfull frasering karaktäriserade hans spel och gjorde den lätt att känna igen. När han vid återkomsten från USA sökte sig till Wiens Filharmoniker, bedömdes dock hans vibrato som olämpligt i orkestersammanhang, vilket fick honom att överge musikeryrket för medicinstudier. Han återvände från dessa några år senare, när han 1899 framträdde som solist med Berlins Filharmoniker.
Fritz Kreisler blev snart uppskattad världen över och hans turnéer sträckte sig till avlägsna områden som Fjärran Östern, Australien och Nya Zeeland. Till USA reste han inte mindre än 40 gånger, innan han vid krigsutbrottet 1939 bosatte sig där, från 1943 som naturaliserad amerikansk medborgare.
Som kompositör skrev Fritz Kreisler bland annat några pastischer i äldre kompositörers anda, bland dem Giuseppe Tartini och Antonio Vivaldi. När han senare avslöjade förhållandet möttes han av kritik men genmälde att verken, som tidigare berömts, hade kvar sitt värde och att kompositörens namn var det enda som förändrats. Han gjorde också violinstycken han sade vara tidigare okända verk av Josef Lanner, en av skaparna av Wienervalsen i början av 1800-talet. Dessa stycken fick stor och positiv uppmärksamhet och senare ännu mer när Kreisler avslöjade att han skrivit dem.

## Verkförteckning
- Alt-Wiener-Tanzweisen
  - Liebesfreud
  - Liebesleid
  - Praeludium und Allegro